# Semovente da 90/53
Semovente da 90/53或Semovente M41M是 第二次世界大戰中，由義大利軍隊所開發的反戰車自走砲與驅逐戰車 。

## 發展
Semovente da 90/53的開發 於1941年 開始。該年6月發動的巴巴羅薩行動中，墨索里尼也派遣了義大利軍隊前往東部戰線。不過義大利軍隊從德蘇開戰起就沒能保有足夠的優勢對戰車火力，當時所擁有的多功能47mm砲與以其為主砲的義大利戰車群，面對蘇聯的 T-34 和 KV-1等戰車均無法給予有效的打擊。
因此義大利軍決定開發一款搭載強力的da 90/53高射炮(Cannone da 90/53)的反戰車自走砲。da 90/53是一種90mm，53倍徑的高射炮，經常被拿來與德軍的88毫米高射砲相提並論。da 90/53初速上較德軍88砲稍微高些，使用穿甲彈的請況下可以在460m距離貫穿143mm的裝甲，如果使用HEAT彈更可以在2200m貫穿200mm的裝甲，基本上在當時幾乎沒有可以防禦其貫穿力的盟軍戰車。
外觀上，Semovente da 90/53與第二次世界大戰時投入的許多自走砲一樣，採用開頂式的結構，能夠防護來自敵軍砲彈攻擊以及破片傷害的只有正面的大型防盾。這是因為在開發當初是設想能夠活用主炮的威力，在2000m以外的距離攻擊敵人，因為這遠在當時一般戰車的主炮射程距離之外，所以沒有考慮防禦力的問題。車體主要是使用了M14/41坦克的底盤，但是在一些底盤的周邊上做了些許修正。為了搭載90mm砲而接引擎移至車體正中央，將90mm砲搭載於車體後方。
除了裝甲以外，砲彈的搭載數量也是問題所在，因為搭載火炮以後沒有多餘的空間，本車能搭載的彈藥數量只有很可憐的6發。而為此開發了以菲亞特 L6/40為基礎改造的彈藥搬運車。此彈藥搬運車本身可以搭載26發砲彈，加上後面的彈藥搬運拖車可以再搭載40發彈藥。
本車於1942年完成開發，並於4月制式化並開始量產。主要的生產是由飛雅特公司進行，從1943年9月到義大利投降一共完成了48輛(一說30輛)。數量的低落主要歸咎於義大利貧弱的工業產能，以及因為戰局不利，導致da 90/53高射炮的需求量一直居高不下，沒有多餘的產能撥給戰車。
Semovente da 90/53是一種自行火砲,主要用於支援步兵和消滅盟軍使用的輕型和中型坦克。它的主要武器安裝在 加長的M14/41車體和底盤的後部。90毫米 Semovente da 90/53 是通過改裝防空炮製成的。

## 實戰
雖然本車是因應東部戰線的需求所開發，但實際上並沒有任何一輛被送到東部戰線。它们被用于北非、西西里島以及義大利戰線。在北非戰線上，Semovente da 90/53被證明是一種非常有效的反戰車兵器，尤其在沙漠地帶的開闊地形，更能夠發揮其威力。

在盟軍進攻西西里島時，派遣過去的24輛Semovente da 90/53也發揮了極大的戰力。而在1943年義大利與盟軍休戰之後，這批戰車也被移到義大利北部山區由德軍所使用，當作長距離的自走砲來使用一直到終戰。

## 戰後留存
目前已知戰後所留存下來的Semovente da 90/53 只有一輛，原本收藏在美國阿伯丁的戰車博物館(如圖)。不過於2012年時被轉移到錫爾堡的炮兵博物館，由該處進行重新整理與上色，後來就在該博物館被展示。

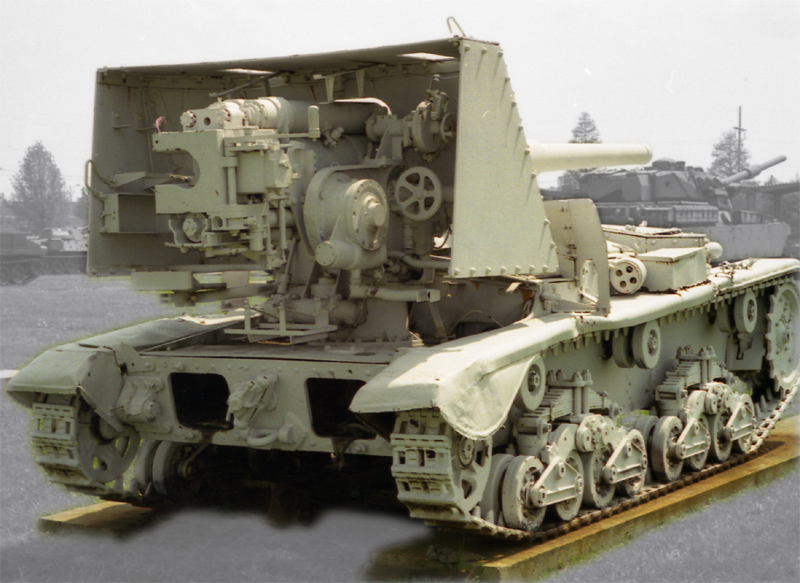
車體正後方照

## 登場作品
- 『R.U.S.E.』：做為義大利的驅逐戰車而登場。
- War Thunder：玩家可使用的義大利II級戰車

### 書目
- 嶋田魁、『第2次大戦 イタリア軍用車両』、ガリレオ出版
- 吉川和篤･山野治夫、『イタリア軍入門』、イカロス出版